# BMF Holding
BMF Holding, Aalborg ApS mest kendt som DCS Group er en dansk servicevirksomhed med hovedsæde i Nørresundby. Virksomheden blev stiftet i 1981 af Bente Fossing & Michael Fossing. I 2009 blev DCS Group frasolgt til Supreme Group med hovedsæde i Dubai, DCS Group har stadig hovedkvarter i Nørresundby. 
BMF Holding, Aalborg ApS havde i regnskabsåret 2009/2010 en omsætning på 1,316 mia. kr. og et nettoresultat på 106,643 mio. kr. 
BMF Holdings datterselskaber leverer forskellige serviceydelser indenfor containere, feltrationer, lejre, brændstofforsyning, m.m.